# Hallen Theater
Het Hallen Theater, ook wel de Hallen Bioscoop genoemd, was een theater en bioscoop aan de Jan van Galenstraat 41 in de wijk Amsterdam-West in Amsterdam. Het theater werd op 30 oktober 1936 in bijzijn van wethouder Monne de Miranda geopend met de film De jongste rebel (The littlest rebel) met Shirley Temple in de hoofdrol. Het in modernistische baksteenstijl vormgegeven gebouw  in de toen nieuwe woonwijk was een ontwerp van de architect Dick Greiner.
Het van staal en gewapend beton gebouwde theater lag naast de Jan van Galenbrug en tegenover het Jan van Galenplantsoen vlak bij de Centrale Markthallen waarnaar de naam van het theater verwijst. Opvallend aan het theater was dat de ingang aan de voorzijde aan de Jan van Galenstraat was en de uitgang een verdieping lager aan de Geuzenkade aan de achterkant van het theater. Dat systeem werd toen eenrichtingssysteem genoemd. Door afnemende bezoekersaantallen werd het buiten het centrum gelegen theater steeds minder rendabel en werd het uiteindelijk in 1974 gesloten.
Het pand stond toen twee jaar leeg. Na een verbouwing werd het in 1976 betrokken door een vestiging van Kwantumhallen waardoor de naam de Hallen behouden bleef. Deze naam werd ook bij de andere vestigingen gebruikt. In 1996 verliet Kwantum het pand waarna het pand tot 2002 leeg stond. Uiteindelijk werd het pand gesloopt en vervangen door een nieuwbouwcomplex, dat bestaat uit winkels en woningen, en net als het vroegere theater aan de achterzijde een verdieping lager is dan aan de voorzijde.